# 紀元前252年
紀元前252年（きげんぜん252ねん）は、ローマ暦の年である。
当時は、「ガイウス・アウレリウス・コッタとプブリウス・セルウィリウス・ゲミヌスが共和政ローマ執政官に就任した年」として知られていた（もしくは、それほど使われてはいないが、ローマ建国紀元502年）。紀年法として西暦（キリスト紀元）がヨーロッパで広く普及した中世時代初期以降、この年は紀元前252年と表記されるのが一般的となった。

## 他の紀年法
- 干支 : 己酉
- 日本
  - 皇紀409年
  - 孝霊天皇39年
- 中国
  - 秦 - 昭襄王55年
  - 楚 - 考烈王11年
  - 斉 - 斉王建13年
  - 燕 - 燕王喜3年
  - 趙 - 孝成王14年
  - 魏 - 安釐王25年
  - 韓 - 桓恵王21年
- 朝鮮 :
- ベトナム :
- 仏滅紀元 : 295年
- ユダヤ暦 :

## できごと

### ギリシア
- シキュオンの僭主アバンティダスは暗殺され、父のパセアスが後を継いだ。

### 中国
- 衛の懐君が魏に入朝して、魏の人に捕らえられ、殺害された。弟の元君が即位した。元君は、魏の女婿であった。

## 死去
- アバンティダス - シキュオンの僭主